# Персей Македонский
Персей (лат. Perseus, греч. Περσεύς, др.-греч. Περσέως; ок. 213 до н. э. — 166 до н. э.) — последний македонский царь из династии Антигонидов, сын Филиппа V Македонского, правивший в 179—168 годах до н. э.

## Биография
Персей был потомком Антигона I Одноглазого в пятом поколении, ходили слухи, что он не был кровным сыном царя Филиппа, — поговаривали, будто бы супруга царя тайно взяла мальчика ещё младенцем у некой Гнафении. Древнегреческие источники весьма предвзято относятся к Персею и его отцу. Плутарх описывает его как человека с ничтожной натурой, жадного и властолюбивого. Эту оценку следует воспринимать с осторожностью, так как она высказана писателями, изначально враждебно относившимся к Македонии и её царям в целом.
Персей, завидовавший успехам брата (см.), который исполнял роль посла в Риме, убедил своего отца отравить Деметрия как потенциального узурпатора. Узнав правду, царь Филипп от горя скончался. Причастность Персея к смерти потенциального римского ставленника не могла расположить к нему Рим.
Сразу после смерти царя Филиппа V в 179 году до н. э. Персей возобновил переговоры с Римом и завершил все приготовления отца. Действия Персея не шли во благо республике — он стал вмешиваться в дела соседей, занял Дельфы, изгнал римских послов из Македонии и заключил династический брак. Все эти события дали повод римлянам вмешаться в дела Македонии. Вскоре Рим и Персей объявили друг другу войну, получившую название Третьей Македонской (171—168 годы до н. э.).
В начале войны молодой царь успешно отражал атаки римлян, одерживал победы в небольших сухопутных и морских сражениях, но несмотря на ряд первоначальных успехов македонян в начале войны, она закончилась сокрушительным поражением от римлян во главе с Луцием Эмилием Павлом в битве при Пидне. Персей бежал в свою столицу Пеллу и оттуда, забрав семью и сокровища, на остров Самофракию, где пытался найти убежище в святилище Кабиров. Римляне послали на Самофракию флот под командованием Гая Октавия, и в конце концов Персей ему сдался. По словам Плутарха, будучи доставлен к Павлу он униженно с мольбами припал к ногам победителя, чем вызвал возмущенную отповедь римского полководца: «Зачем ты это делаешь, несчастный, зачем снимаешь с судьбы самое веское из обвинений, доказывая, что страдаешь по справедливости и что не теперешняя, а прежняя твоя участь тобою не заслужена?!  Зачем ты принижаешь мою победу и чернишь успех, открывая низкую душу недостойного римлян противника?!». Персей просил Павла избавить его по крайней мере от позора участия в триумфе, но получил ответ, что это зависит только от него самого (с намеком на возможность самоубийства). На самоубийство Персей не решился. В триумфе Павла царь вместе с детьми был проведен перед колесницей победителя.
Согласно Плутарху, Эмилий Павел настоятельно ходатайствовал перед сенатом об облегчении условий содержания Персея. В результате, как сообщает Ливий, «решено было, что Квинт Кассий препроводит царя Персея с сыном его Александром под стражу в Альбу, не лишая царя ни спутников, ни денег, ни серебра, ни домашних вещей, какие были при нем». После двух лет содержания под стражей в Альбе Фуцинской (городок примерно в 100 км. к востоку от Рима) Персей умер в 166 г. до н.э. Плутарх пересказывает следующий анекдот: будто бы охрана, невзлюбившая Персея за его вздорный характер, сговорилась и не давала ему спать, будя как только он засыпал, пока он не умер от истощения. Персей был с почестями похоронен недалеко от Альбы на Валериевой дороге
. , в июне 2005 года его гробница была найдена близ города Л’Акуила, как заявили Министерство культуры Италии и археологическая делегация Македонии.
Антигонидское государство после битвы при Пидне было разделено на четыре республики. Позже Андриск, выдававший себя за покойного сына Персея Филиппа, на полтора года сбросил римскую власть, но после очередного поражения Македония окончательно лишилась независимости и стала провинцией Рима.

## Потомки
От брака с Лаодикой V у Персея были сын Александр и дочь. Он также усыновил самого младшего из своих братьев — Филиппа. Александр был ещё ребёнком, когда Персей потерпел поражение от римлян, и после триумфа Эмилия Павла в 167 году до н. э., в котором он был принуждён идти за колесницей победителя, содержался в плену под стражей в Альба-Фуцене вместе со своим отцом. Впоследствии он был освобождён, в совершенстве освоил резьбу по дереву, выучил латинский язык и стал писцом.